# 张民达故居
张民达故居，位于中国广东省梅州市梅县区桃尧镇石螺岗，为梅州市梅县区文物保护单位，类型为近现代重要史迹及代表性建筑，公布时间为1987年11月。
张民达故居的历史年代为民国。